# Estación de Montemar Alto
Montemar Alto es un apeadero ferroviario situado en la urbanización Montemar en el municipio español de Torremolinos, en la provincia de Málaga, comunidad autónoma de Andalucía. Forma parte de la línea C-1 de Cercanías Málaga.

## Situación ferroviaria
Se encuentra en la línea férrea de ancho ibérico Málaga-Fuengirola, pk. 16,6.

## Servicios ferroviarios

### Cercanías
Forma parte de la línea C-1 de Cercanías Málaga. Paran trenes con una frecuencia media de 20 minutos en cada sentido.